# Amerikaanse havik
De Amerikaanse havik (Astur atricapillus) is een middelgrote roofvogel uit de familie van de havikachtigen (Accipitridae). De wetenschappelijke naam van de soort werd als Falco atricapillus in 1812 gepubliceerd door de Schots-Amerikaanse vogelkundige Alexander Wilson. De havik bewoont  Noord-Amerika van Alaska tot in het noorden van Mexico.

## Taxonomie
Lange tijd werd dit taxon beschouwd als een ondersoort van de gewone havik (A. gentilis). Diverse onderzoeken wijzen erop dat de Amerikaanse ondersoorten toch samen de aparte soort, Astur atricapillus vormen. Daarom staat de soort nu als zodanig op de IOC World Bird List versie 14.2 

## Kenmerken
Een volwassen exemplaar kan een lengte hebben tussen 46 en 63 cm. De vogel lijkt sterk op de Euraziatische havik, met iets meer contrast op de kop, met een donkere kopkap en een duidelijke lichte, brede wenkbrauwstreep en donker rond het rood gekleurde oog. De bovendelen zijn meer grijskleurig dan bruin zoals bij de havik. Volgens onderzoek van de Nederlandse ornitholoog George Sangster zijn er duidelijk waarneembare verschillen in de geluiden tussen de gewone havik en de Amerikaanse havik.

## Verspreiding
De havik komt voornamelijk voor in bosgebieden in gematigde streken van Noord-Amerika. Er worden drie ondersoorten onderscheiden:
- Astur a. atricapillus (A. Wilson, 1812): Noord-Amerika (behalve zuidwestelijk Canada, de zuidwestelijke Verenigde Staten en noordwestelijk Mexico.
- A. a. laingi (Taverner, 1940): de eilanden van Brits-Columbia.
- A. a. apache Van Rossem, 1938: de zuidwestelijke Verenigde Staten en noordwestelijk Mexico.

## Status
BirdLife International beschouwt de Amerikaanse havik nog niet als een aparte soort en daarom heeft deze soort geen vermelding op de Rode lijst van de IUCN.